# Saint-Michel-de-la-Roë

Saint-Michel-de-la-Roë este o comună în departamentul Mayenne, Franța. În 2009 avea o populație de 249 de locuitori.